# Saint-Paul (Corrèze)
Saint-Paul település Franciaországban, Corrèze megyében. Lakosainak száma 237 fő (2022. január 1.). Saint-Paul Champagnac-la-Prune, Espagnac, Gumond, Pandrignes, Saint-Sylvain és Lagarde-Marc-la-Tour községekkel határos.

## Népesség
A település népessége az elmúlt években az alábbi módon változott:
| Lakosok száma | 310  | 232  | 236  | 236  | 214  | 214  | 221  | 234  | 235  | 237  |
|               | 1968 | 1982 | 1990 | 2006 | 2013 | 2015 | 2017 | 2019 | 2020 | 2022 |